# Igor Marenić
Igor Marenić (2 de janeiro de 1986) é um velejador croata, campeão olímpico.

## Carreira

### Rio 2016
Igor Marenić representou seu país nos Jogos Olímpicos de Verão de 2016, na qual conquistou medalha de ouro na classe 470, ao lado de Šime Fantela. 